# (8652) Acacia
Pour les articles homonymes, voir Acacia.
(8652) Acacia est un astéroïde de la ceinture principale découvert le 2 mars 1990 à l'observatoire européen austral par l'astronome belge Éric Elst. Sa désignation provisoire était 1990 EA5.
Il doit son nom au genre végétal Acacia.